# Lol Tolhurst
Pour les articles homonymes, voir Tolhurst.
Lol Tolhurst, de son vrai nom Laurence Tolhurst, est un musicien né le 3 février 1959 à Horley dans le Surrey. Il fut le batteur du groupe The Cure de 1976 à 1982 avant d'en devenir le claviériste jusqu'à son éviction par Robert Smith en 1989.
Il fonde ensuite l'éphémère groupe Presence. Le projet ne dure que trois ans. En 2002 il crée avec sa femme Cindy Levinson Levinhurst, groupe d'electronica. Il enregistre et collabore avec Budgie depuis 2023.

## Biographie
Lol est le cinquième des six enfants de William et Daphne Tolhurst ; il a trois frères (Roger, Nigel, et John) et deux sœurs (Jane et Barbara). À l'âge de cinq ans il rencontre Robert Smith à la St. Francis Primary and Junior Schools, et ainsi commence une amitié qui aboutira à la formation du groupe The Cure.
Lol a été marié deux fois. Il est divorcé de sa première femme Lydia qu'il avait épousée en 1989. Ils ont eu un fils ensemble. Depuis, Lol s'est remarié avec Cindy Levinson.
Tolhurst joue au sein de The Cure jusqu'en 1989. Il est renvoyé du groupe car sa participation était devenue inexistante depuis deux ans (il sera néanmoins crédité comme compositeur et musicien sur les albums Kiss Me, Kiss Me, Kiss Me et Disintegration) d'autant plus que son comportement était altéré par des excès de boisson,.
Parallèlement à The Cure, Lol a produit quelques groupes entre 1983 et 1985: le premier album de And Also The Trees, un maxi 45 tours de Baroque Bordello et un album de The Bonaparte's, ces deux derniers étant des groupes français.
En 1990 Lol monte un nouveau groupe, Presence avec un autre ancien membre de The Cure, le bassiste Michael Dempsey et Gary Biddles, ex chanteur de Fools Dance. Un seul album est réalisé, le succès n'est pas au rendez-vous et le groupe se sépare. C'est durant cette période que Tolhurst intente un procès à ses anciens camarades de The Cure et au label Fiction Records, au sujet de royalties et de propriété sur le nom du groupe. Le verdict rendu en octobre 1994 lui est défavorable. Les relations entre Lol et Robert Smith se sont depuis détendues, les deux hommes n'excluant pas la possibilité de retravailler ensemble.
Depuis 2002, Lol Tolhurst joue dans le groupe Levinhurst qu'il a fondé avec sa femme Cindy Levinson. Trois albums sont sortis. Sur le dernier en date, paru en juin 2009, on note la présence de Michael Dempsey à la basse.
Les 31 mai 2011 et 1er juin 2011, Lol Tolhurst rejoint sur scène The Cure pour deux concerts exceptionnels donnés à Sydney où le groupe joue l'intégralité de ses trois premiers albums.
Il édite ses mémoires dans un ouvrage, Cured - The Tale of Two Imaginary Boys, sorti en Grande Bretagne le 22 septembre 2016.
Depuis 2021, Tolhurst présente avec Budgie (ancien batteur et percussionniste de Siouxsie and the Banshees et The Creatures) un podcast appelé Curious Creatures,  en référence aux noms de leurs groupes précédents. Le podcast « explore l'héritage du post-punk, et de son impact sur les musiques contemporaines ». Chaque épisode mis en ligne, à raison d'un épisode par semaine d'une quarantaine de minutes, accueille un musicien différent. Le podcast Curious Creatures est disponible sur toutes les plateformes de streaming dont Spotify, Apple, Google et Amazon, et ils ont aussi lancé un site web pour l'occasion.
Tolhurst et Budgie avaient également dévoilé dès 2020 un projet musical commun avec le producteur Jacknife Lee sous le nom de LXB. C'est finalement sous le nom de Lol Tolhurst x Budgie x Jacknife Lee que le trio sort en juillet 2023 sa première réalisation, un single intitulé Los Angeles, annonciateur d'un album du même titre paru en novembre sur le label Play It Again Sam. Plusieurs invités ont participé à son enregistrement, parmi lesquels figurent James Murphy, The Edge et Bobby Gillespie.
Lol Tolhurst annonce la publication de son deuxième livre, GOTH - A History, consacré au mouvement gothique, pour la fin du mois de septembre 2023 au Royaume-Uni et aux États-Unis.